# Camilo Gaínza
Camilo Andrés Gaínza Bernal (* 9. Mai 1993 in Santiago) ist ein chilenischer Fußballspieler, der als Mittelfeldspieler eingesetzt wird.

## Karriere
Camilo Gaínza kam mit 14 Jahren in die Jugend von Universidad Católica und wurde 2011 mit 16 Jahren in das Profiteam befördert, wo er regelmäßig in der Copa Chile eingesetzt wurde. Gaínza gewann mit Universidad Católica den Pokal, allerdings schaffte er es in der Liga nicht in die Stammelf und wurde an Curicó Unido verliehen. Anschließend wechselte er zu Deportes Concepción in die Primera B und spielte einen Großteil seiner Karriere in der zweiten Liga Chiles. 2017 war Gaínza in der Primera División bei Deportes Iquique und 2023 bei Deportes Iberia in der Segunda División aktiv. 2022 gewann er mit CD Magallanes die Zweitligameisterschaft und erneut die Copa Chile.

## Erfolge
Universidad Católica
- Chilenischer Pokalsieger: 2011

Magallanes
- Chilenischer Zweitligameister: 2022
- Chilenischer Pokalsieger: 2022